# 現地修理
現地修理（げんちしゅうり）とは、電子機器などにおいて修理担当者が、修理すべき対象のある場所へ出向いて作業を行うメンテナンスの形態の1つ。

## 概要
持込修理よりも現地修理は高価であるが、企業で運用しているサーバコンピュータについては移動させることが難しい(移動による故障回避、セキュリティ確保、修復時間短縮など)ため、またクライアントコンピュータにおいても配送時間が業務のロスにつながるので現地修理つきの保守契約を締結することが多い。
ほとんどの場合、販売会社の社員は現地修理を行わず、国内各地の現地保守を専門に請け負っている企業へ委託する。外部に委託する際には、製造会社は自社製品の修理に関する技術提供を行い、さらに試験を課した上で合格した者や事業所にのみ修理の資格を与えている場合もある。